# Partita cho vĩ cầm số 2 (Bach)

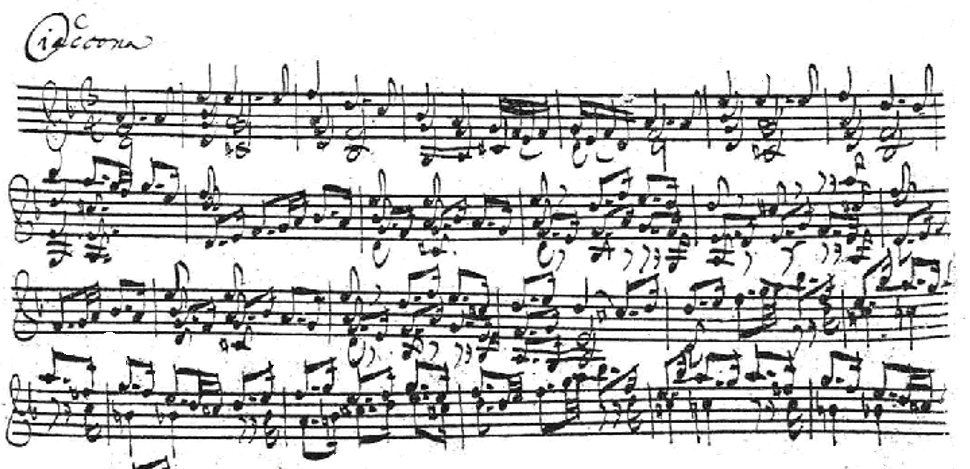
Chaconne (mở đầu), thủ bản của Bach

Partita cung Rê thứ cho vĩ cầm độc tấu (BWV 1004) là một tác phẩm được sáng tác bởi Johann Sebastian Bach vào khoảng giữa năm 1717 và 1720. Đây là một phần trong tuyển tập sáng tác của ông có tên là Sonata và Partita cho vĩ cầm độc tấu.

## Cấu trúc
1. Allemanda
2. Corrente
3. Sarabanda
4. Giga
5. Ciaccona

Ngoại trừ chương ciaccona, các chương còn lại đều được đặt tên theo một điệu nhảy đương thời, và đều được đặt bằng tên tiếng Pháp: Allemande, Courante, Sarabande, Gigue, and Chaconne. Chương cuối cùng được viết dưới dạng các biến thể và có thời lượng kéo dài khoảng chừng bằng cả bốn chương đầu tiên kết hợp lại.
Thời gian biểu diễn của cả partita này dao động khoảng từ 26 đến 32 phút, tùy thuộc vào cách tiếp cận và phong cách của người biểu diễn.